# Alberto Radi
Alberto Giovanni Vittorio Radi (ur. 10 grudnia 1919 w Murano, zm. 12 lipca 1989 w Wenecji) – włoski wioślarz (sternik), srebrny medalista olimpijski.
Wystąpił na igrzyskach olimpijskich w Londynie w 1948, gdzie osada Włoch w składzie: Giovanni Steffè, Aldo Tarlao i Alberto Radi (sternik) wywalczyła srebrny medal w dwójkach ze sternikiem. W finale o 11,7 sekundy przegrali z Duńczykami, a o 13 sekund pokonali osadę Węgier. Był to jego jedyny start olimpijski.